# Le delizie campestri
Le delizie campestri o Ippolito e Aricia è un'opera lirica composta da Johan Rudolf Zumsteeg su libretto di Mattia Verrazi.
Fu rappresentata per la prima volta a Stoccarda il 22 settembre 1782.
La vicenda, che riguarda le figure mitologiche di Ippolito e Aricia è stata descritta in diverse opere liriche, specie in epoca barocca, come ad esempio Hippolyte et Aricie di Rameau e Ippolito e Aricia di Traetta.